# معلومات شخصية
معلومات شخصية أو معلومات التعريف الشخصي تشير إلى المعلومات التي من الممكن أن تستخدم من أجل أن تعرف بشكل متفرد شخص ما أو مكان تواجده أو التي من الممكن استخدامها بالإضافة إلى مصادر أخرى لتعريف شخص ما بعينه.
على الرغم من قدم مصطلح معلومات شخصية بحد ذاته، إلا أنه أصبح ذو أهمية زائدة مع ظهور تقنيات المعلومات والإنترنت حيث أصبح تجميع وتنظيم المعلومات الشخصية أمرا أسهل نسبيا. قد تستخدم المعلومات الشخصية من قبل المجرمين أو المحتالين من أجل التخطيط لجريمة قتل أو سرقة أو احتيال بحق شخص ما. كرد على مثل تلك الاستخدامات الخاطئة للمعلومات الشخصية فإن العديد من الشركات ومواقع الإنترنت التي تتعامل مع معلومات شخصية لشريحة من الزبائن يكون لديها سياسات خاصة تتعلق بحماية الخصوصية.

## أمثلة
من الأمثلة على المعلومات الشخصية التي تستخدم لتمييز الأفراد :
- الاسم الكامل (إن لم يكن كثير الشيوع)
- الرقم الوطني
- عنوان الآيبي
- رقم لوحة تسجيل العربة
- رقم رخصة السائق
- صورة الوجه أو بصمات الأصابع، أو خط اليد
- رقم بطاقة الائتمان
- الهوية الرقمية
- تاريخ الميلاد
- مكان الميلاد
- المعلومات الجينية

أما المعلومات التالية فتعد أقل أهمية في تحديد شخصية الفرد سواء لشيوعها أو لقلة ما تقدمه من معلومات تساعد في تمييز شخص بعينه
- الاسم الأول أو الأخير، إن كان شائعا
- مكان بلد الإقامة، أو المدينة
- العمر
- الجنس أو العرق
- اسم المدرسة التي درس فيها مسبقا
- التقييم الدراسي، الراتب، أو طبيعة العمل
- السجل الإجرامي